# Григорий Омиритский
Григорий Омиритский, греками называемый Григентий (греч. Γρηγέντιος Ταφάρ; умер ок. 560) — христианский святой, почитается в лике святителей как чудотворец. Память в православной церкви — 19 декабря (1 января). Известен по житию как епископ Зафара, столицы Омиритской (Химьярской) области в Аравии, в то время, как абиссинским царём там было восстановлено христианство.

## Жизнеописание
Родился около 481 года, жил вместе со своим отцом Агапием и матерью Феодотией. С малых лет он был исполнен благодати Божией и имел дар исцеления и чудотворения. Господь вел его к святительскому служению. Ещё в сане диакона он узнал о своём будущем от старца-отшельника, а после удостоверился его слов от другого старца-схимника, подвизавшегося в горах.
Со временем Григорию приходилось идти к старцу-схимнику, для наставления на путь верный, придя к нему он увидел чудо: старец находился в огненном столпе, а по ночам он видел его молящимся над землёй. Старец же укрепил его в вере, и показал его в сане епископа, а чтобы он утвердился в его словах, ему явились первоверховные Апостолы Петр и Павел, возложили на него архиерейский омофор. Служа Богу, святой Григорий, после пребывания в Карфагене, находясь там диаконом, прибыл в Рим. И там же он удостоился явления от святого Апостола Петра у гроба Вонифатия и Аглаиды. Обычно ночью он видел Апостола Павла, подававшего ему чашу с елеем.
В этот период царь Эфиоп Елезвой при помощи своих войск был освобожден от царя Дунаана, в Омиритском городе Негран было восстановлено христианство. Всякая церковная иерархия была беспощадно истреблена евреями, поэтому Елезвой послал послов за помощью патриарху Александрийскому просить для Неграна епископа и клир для храмов. Во сне после молитв патриарху явился Апостол Марк, извещая его о том, чтобы он нашёл диакона Григория, который впоследствии станет епископом. Патриарх так и поступил.
В Омирите святой Григорий восстановил христианские святыни, проповедуя истину иудеям и язычникам. Святитель Григорий помазал на царство нового царя Авраамия, который велел всем своим подданым прийти к крещению. Но евреи были против этого, и заявили царю о состязании, в котором при победе христиан иудеи примут Крещение. Спустя сорок дней произошёл диспут, продолжавшийся несколько дней. Святитель Григорий участвовал в нём, опровергая все доводы еврейского старейшины, раввина Ервана, используя тексты только Ветхого Завета. Тогда Ервану явился святой пророк Моисей, поклонявшийся Господу Иисусу Христу, но Ерван никак не хотел признавать истинную веру. Он дерзко сказал святителю Григорию: «Если хочешь, чтобы я душой уверовал в твоего Христа и признал, что твой Бог — Бог Истинный, — то покажи мне Его, епископ!» Святитель ответил: «Великого ты просишь. Не с человеком споришь, а с Богом. Но, чтобы утвердить в людях Своих веру, Господь может сотворить знамение». Люди в страхе ждали. Святитель Григорий вслух молясь крепко уповал на Бога. Призывая силу Животворящего Креста молился: «Яви себя, Господи, ради славы Святаго Имени Твоего!»
После чего земля сотреслась, на востоке отверзлось небо, и в светлом облаке, в пламени и огненных лучах сходил на землю Господь Иисус Христос, и был слышан глас Господень: «Ради молитвы епископа Григория исцелит вас Распятый отцами вашими».
После этого чуда все евреи ослепли от Небесного света, прося святого епископа исцелить их. Приняв святое Крещение, все они исцелились.
Раввин Ерван получил христианское имя Лев. Жизнь святого Григория не останавливалась, и он ещё на протяжении более тридцати лет управлял омиритской паствой. Почил он в 552 году. Погребен в усыпальнице Великой церкви.

## Память
- В православной церкви память Григория Омиритского совершается 19 декабря (1) января